# Estados Unidos nos Jogos Olímpicos de Inverno de 1968

Os Estados Unidos competiram nos Jogos Olímpicos de Inverno de 1968, em Grenoble, França.